# Harley-Davidson V-Rod
 (novembre 2019).
Si vous disposez d'ouvrages ou d'articles de référence ou si vous connaissez des sites web de qualité traitant du thème abordé ici, merci de compléter l'article en donnant les références utiles à sa vérifiabilité et en les liant à la section « Notes et références ».
La V-Rod est un modèle de moto du constructeur américain Harley-Davidson.

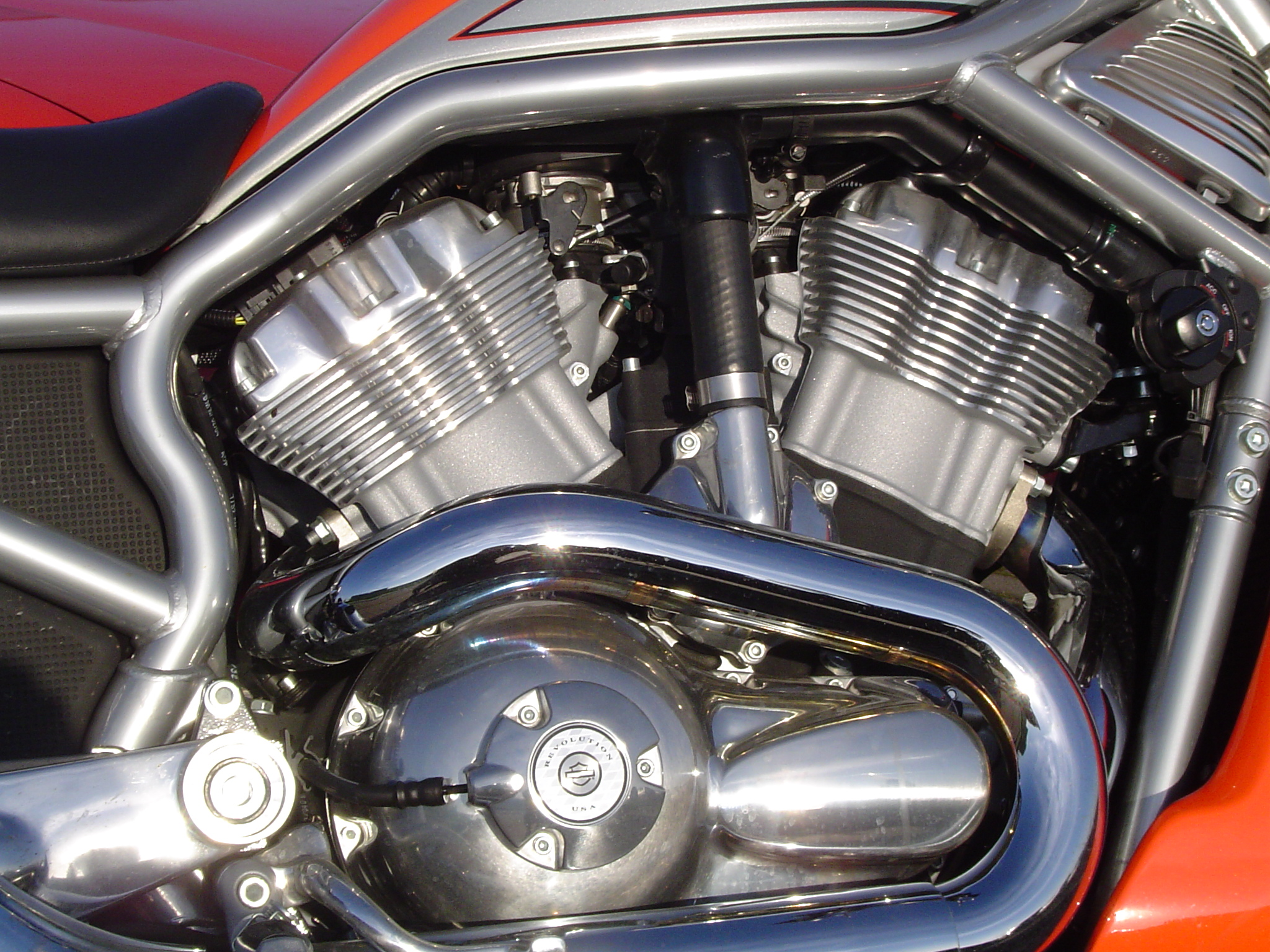
Le bloc Revolution.

En 2001, Harley-Davidson fait sensation en présentant, pour la première fois dans sa gamme, un moteur à refroidissement liquide. C'est toujours un bicylindre en V, mais pour la première fois chez le constructeur de Milwaukee, ce bloc est à refroidissement liquide. Conçu en partenariat avec Porsche ce moteur « Revolution » a une cylindrée de 1 130 cm³. La moto qui utilise ce moteur s'appelle la « VRSCA V-Rod ».

## Histoire
Depuis 2001, la gamme VRSC s'est étoffée. Une version VRSCB, un peu moins bien finie, a été commercialisée en 2004 et 2005. En 2007, répondant aux principales critiques des utilisateurs, le réservoir passe de 14 à 18 litres. Le pneu arrière passe de 180 à 240 mm de large, au bénéfice du look, mais au détriment de la maniabilité. Selon les modèles, le guidon est plus ou moins près du pilote et les reposes-pieds reculés.
En 2005, la VRSCSE² Screamin Eagle sort en édition limitée, avec un moteur de 1 250 cm³, par l'augmentation de l'alésage de 5 mm. L'opération est reconduite l'année d'après, avec la VRSCSE².
La même année, la VRXSE Destroyer se présente comme un dragster que l'on peut acheter librement chez le concessionnaire du coin. Cette image est un peu exagérée, puisque seulement 600 exemplaires ont été produits, à 30 000 € chacun. La cylindrée est portée à 1 300 cm³ pour 165 ch. Les côtes d'alésage et de course du moteur passent respectivement à 105 et 75 mm.
La VRSCAW V-Rod représente le modèle de base en 2007. Elle adopte le pneu arrière de la Night Rod Special.
La VRSCD Night Rod reçoit un enjoliveur de phare assortit à la couleur de la moto.
La VRSCDX Night Rod Special se pare d'une robe noir mat. Le pneu arrière passe à 240/40 x 18 et la hauteur de selle descend à 640 mm. Les silencieux d'échappement reçoivent une finition brossée et des embouts noirs. Elle est vendue 18 795 €.
La VRSCX reprend le moteur de 1 250 cm³ et se pare d'une peinture bi-ton orange et aluminium.
La VRSCR Street Rod propose un guidon plus haut et une fourche inversée.

## Galerie

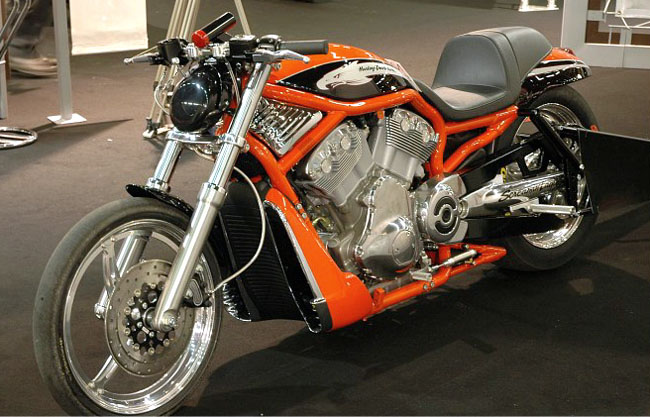
VRXSE Destroyer.
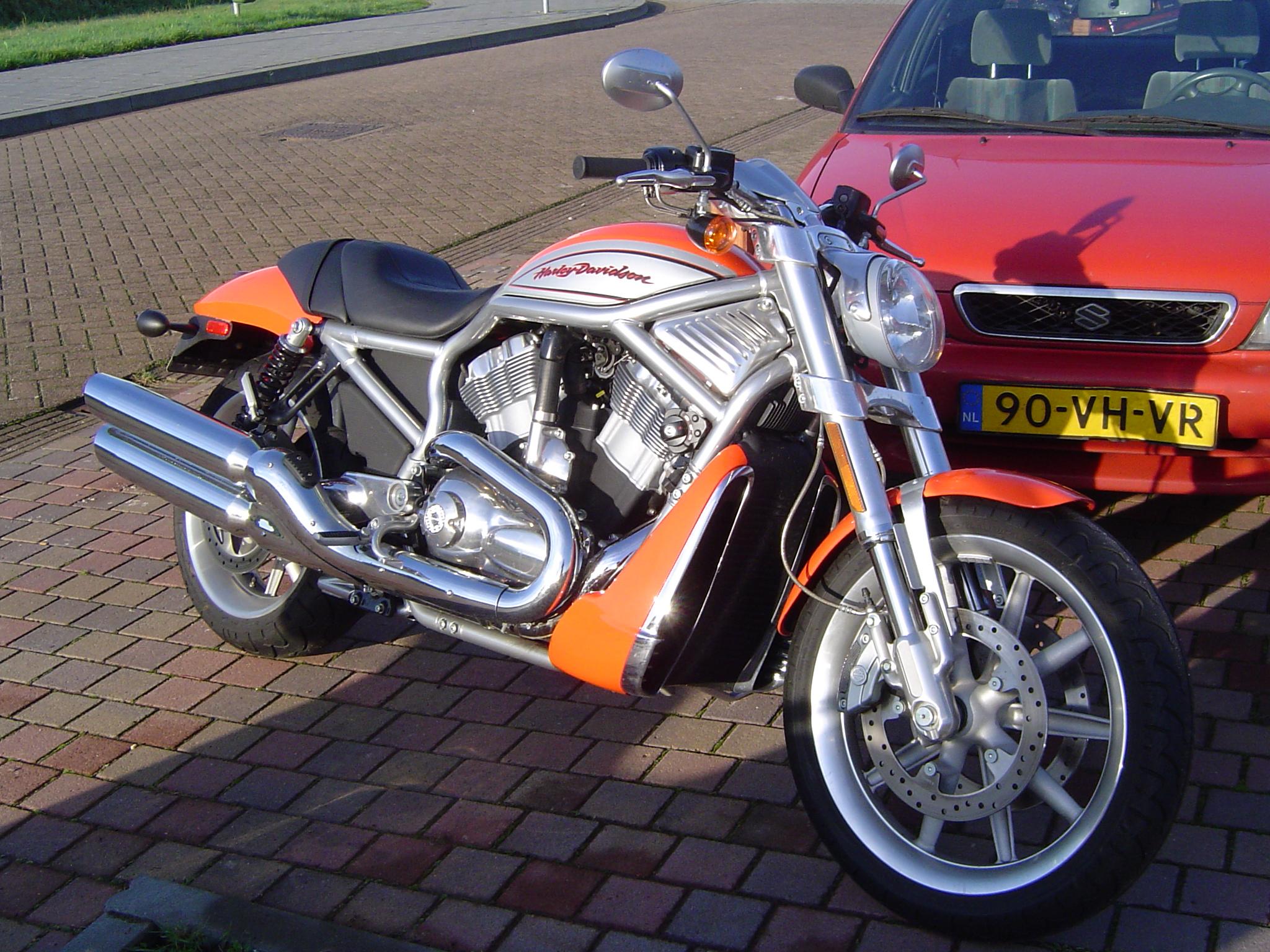
VRSCX.
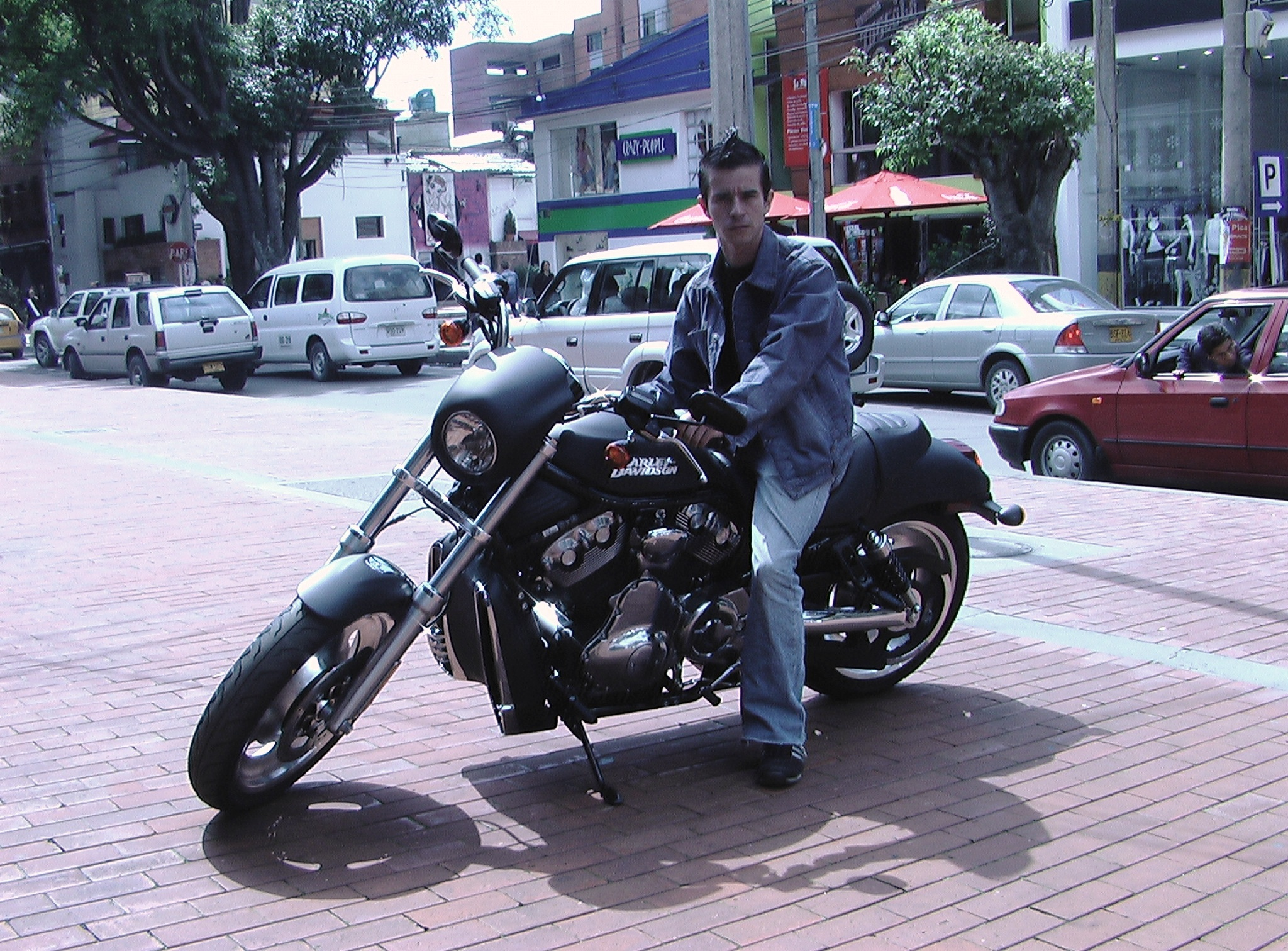
VRSCDX Night Rod Special.